# Rolf Carls
Rolf Hans Wilhelm Karl Carls (* 29 de mayo de 1885 en Rostock; † 24 de abril de 1945 en Bad Oldesloe) fue un marino alemán que llegó a ser almirante general en la Segunda Guerra Mundial y alcalde del distrito de Stormarn.

## Carrera militar
Carls ingresó en 1903 como guardiamarina en la Marina Imperial y recibió la formación inicial a bordo del crucero-fragata SMS Stein. Desde 1905 estuvo destinado en la Escuadra de cruceros de Asia oriental, sirviendo hasta 1907 en el crucero protegido SMS Fürst Bismarck y en el torpedero SMS Taku. Tras su regreso en octubre de 1907 lo destinaron a diversos buques y en 1914 a la Escuadra del Mediterráneo. Tras comenzar la Primera Guerra Mundial, Carls sirvió como teniente de navío en el crucero ligero SMS Breslau, con el que participó el 7 de agosto de 1914 en la incursión en los Dardanelos. A mediados de enero de 1917 fue enviado a Alemania, donde desde el 15 de abril realizó su formación como comandante de U-Boot. El 31 de marzo de 1918 recibió por primera vez el mando de un submarino, el SM U 9. El 21 de julio pasó a mandar el SM U 124, con el que terminó la guerra. En abril de 1919 se unió como jefe de compañía a la Brigada naval von Loewenfeld y en 1922 fue admitido en la Reichsmarine.
El 18 de marzo de 1927 fue destinado al Mando Naval como jefe de sección en el Departamento de la Flota. En octubre de 1928 fue nombrado jefe de la sección de Formación y el 1 de octubre de 1930 jefe de Estado Mayor, cargo que mantuvo hasta su nombramiento como comandante del navío de línea Hessen el 27 de septiembre de 1932. Desde el 3 de octubre de 1933 fue jefe de Estado Mayor de la Flota y desde el 29 de septiembre de 1934 Comandante de los navíos de línea, cargo en el que continuó al transformarse en Comandante de buques blindados hasta el 24 de noviembre de 1936. Al mismo tiempo fue hasta septiembre de 1937 Comandante de las Fuerzas Navales Alemanas en España durante la Guerra Civil Española. A fines de diciembre de 1936 fue nombrado Jefe de la Flota y desde el 1 de noviembre de 1938 fue almirante al mando de la Estación Naval del Báltico. El 31 de octubre de 1939, Carls sucedió a Conrad Albrecht al frente del Mando de Grupo Naval Este, puesto que en septiembre de 1940 se trasladó de Kiel a Wilhelmshaven, transformándose en Mando de Grupo Naval del Norte (ver estructura de la Kriegsmarine).
Durante la Operación Weserübung de ocupación de Dinamarca y Noruega, Carls dirigió el estado mayor operativo del Mando de Grupo Naval del Oeste, responsable de la preparación de las operaciones navales en Noruega, por lo que el 14 de junio de 1940 se le concedió la Cruz de Caballero de la Cruz de Hierro. Desde agosto de 1940 se ocupó del mando operativo de las fuerzas navales en la Bahía alemana, Dinamarca y Noruega. En primavera de 1941, las unidades bajo su mando participaron en la Operación Barbarroja, el ataque contra la Unión Soviética, en concreto en la conquista de las islas del Báltico.
Cuando el comandante supremo de la Kriegsmarine, gran almirante Erich Raeder, se despidió a principios de 1943 tras una discusión con Hitler, propuso como candidatos para sucederle a Carls y al comandante de los Submarinos, almirante Dönitz. Hitler eligió al más joven y, en su opinión, más enérgico Dönitz. Así que Carls quedó desde principios de marzo de 1943 a disposición del comandante supremo de la Kriegsmarine y el 31 de mayo fue jubilado del servicio activo con todos los honores.

## Funcionario municipal
Tras su jubilación, Carls fue nombrado alcalde del distrito de Stormarn, con sede en Hamburgo-Wandsbek. Sin embargo, tras los bombardeos de Hamburgo en verano de 1943 (Operación Gomorra), tuvo que desplazar su sede a Bad Oldesloe. La administración del distrito ocupaba el edificio de la Escuela Profesional en la calle Königstraße. Menos de dos semanas antes del fin de la guerra, el 24 de abril de 1945, Bad Oldesloe fue reducido a cenizas por 300 bombarderos aliados. Entre los más de 700 muertos (en su inmensa mayoría civiles y muchos de ellos refugiados) se contó también el alcalde Carls, que con otras 29 personas se había refugiado en el sótano de la escuela.

## Condecoraciones
- Cruz de Hierro (1914) de 2.ª y 1.ª clase
- Águila de Silesia de 2.º y 1.er grado
- Media Luna de Hierro
- Medalla İmtiyaz de plata con sable
- Cruz Española de oro con espadas
- Broche de la Cruz de Hierro de 2.ª y 1.ª clase
- Cruz de Caballero de la Cruz de Hierro el 14 de junio de 1940
- Cruz Alemana en oro el 28 de febrero de 1943
- Cruz de la Libertad de 1.ª clase con estrella y espadas
- Gran Cruz de la Orden de la Rosa Blanca
- Gran Cruz de la Orden de la Corona de Italia
- Orden del Mérito Húngara de 1.ª clase
- Mención en el Informe de la Wehrmacht fechado el 10 de abril de 1940